# Oreobates sanderi
Espèce
Synonymes
- Ischnocnema sanderi Padial, Reichle & De la Riva, 2005

Statut de conservation UICN

 LC  : Préoccupation mineure
Oreobates sanderi est une espèce d'amphibiens de la famille des Craugastoridae.

## Répartition
Cette espèce est endémique du département de La Paz en Bolivie. Elle se rencontre entre 1 300 et 2 000 m d'altitude dans la cordillère Orientale. 
Sa présence est incertaine au Pérou.

## Étymologie
Cette espèce est nommée en l'honneur de Holger Sander.

## Publication originale
- Padial, Reichle & De la Riva, 2005 : New species of Ischnocnema (Anura: Leptodactylidae) from the Andes of Bolivia. Journal of Herpetology, vol. 39, no 2, p. 186-191.